# Elezioni politiche suppletive in Francia del 1967
Le elezioni politiche suppletive francesi del 1967 sono le elezioni tenute in Francia nel corso del 1967 per eleggere deputati dell'assemblea nazionale dei collegi uninominali rimasti vacanti. 

## Risultati

### 3° collegio della Corsica
Le elezioni politiche suppletive nel 3° collegio della Corsica si sono tenute il 27 agosto in seguito alla invalidazione delle elezioni tenutesi nel turno generale. Poiché Jean-Paul de Rocca Serra ha ottenuto la maggioranza dei voti al primo turno, non è stato necessario procedere al ballottaggio.
| Partito                            | Partito                            | Candidato                          | Risultati 27 agosto | Risultati 27 agosto |
| Partito                            | Partito                            | Candidato                          | Voti                | %                   |
| ---------------------------------- | ---------------------------------- | ---------------------------------- | ------------------- | ------------------- |
|                                    | UDR                                | Jean-Paul de Rocca Serra           | 21 834              | 54,95               |
|                                    | FGDS                               | Paul Mondoloni                     | 14 122              | 35,54               |
|                                    | PCF                                | Paul Bungelmi                      | 3 779               | 9,51                |
|                                    |                                    |                                    |                     |                     |
| Iscritti                           | Iscritti                           | Iscritti                           | 51 612              | 100,00              |
| ↳ Votanti (% su iscritti)          | ↳ Votanti (% su iscritti)          | ↳ Votanti (% su iscritti)          | 40 392              | 78,26               |
| ↳ Voti validi (% su votanti)       | ↳ Voti validi (% su votanti)       | ↳ Voti validi (% su votanti)       | 39 735              | 98,37               |
| ↳ Schede non valide (% su votanti) | ↳ Schede non valide (% su votanti) | ↳ Schede non valide (% su votanti) | 657                 | 1,63                |
| ↳ Astenuti (% su iscritti)         | ↳ Astenuti (% su iscritti)         | ↳ Astenuti (% su iscritti)         | 11 220              | 21,74               |
|                                    |                                    |                                    |                     |                     |
|                                    | Esito: collegio confermato a UDR   |                                    |                     |                     |

### 1° collegio delle Côtes-d'Armor
Le elezioni politiche suppletive nel 1° collegio delle Côtes-d'Armor si sono tenute il 24 settembre in seguito alla invalidazione delle elezioni tenutesi nel turno generale. Poiché Yves Le Foll ha ottenuto la maggioranza dei voti al primo turno, non è stato necessario procedere al ballottaggio.
| Partito                            | Partito                            | Candidato                          | Risultati 24 settembre | Risultati 24 settembre |
| Partito                            | Partito                            | Candidato                          | Voti                   | %                      |
| ---------------------------------- | ---------------------------------- | ---------------------------------- | ---------------------- | ---------------------- |
|                                    | PSU                                | Yves Le Foll                       | 34 993                 | 55,05                  |
|                                    | UDR                                | Robert Richet                      | 28 577                 | 44,95                  |
|                                    |                                    |                                    |                        |                        |
| Iscritti                           | Iscritti                           | Iscritti                           | 79 285                 | 100,00                 |
| ↳ Votanti (% su iscritti)          | ↳ Votanti (% su iscritti)          | ↳ Votanti (% su iscritti)          | 64 978                 | 81,95                  |
| ↳ Voti validi (% su votanti)       | ↳ Voti validi (% su votanti)       | ↳ Voti validi (% su votanti)       | 63 570                 | 97,83                  |
| ↳ Schede non valide (% su votanti) | ↳ Schede non valide (% su votanti) | ↳ Schede non valide (% su votanti) | 1 408                  | 2,17                   |
| ↳ Astenuti (% su iscritti)         | ↳ Astenuti (% su iscritti)         | ↳ Astenuti (% su iscritti)         | 14 307                 | 18,05                  |
|                                    |                                    |                                    |                        |                        |
|                                    | Esito: collegio passa da UDR a PSU |                                    |                        |                        |

### 1° collegio delle Gers
Le elezioni politiche suppletive nel 1° collegio delle Gers si sono tenute il 24 settembre in seguito alla invalidazione delle elezioni tenutesi nel turno generale. Poiché Paul Vignaux ha ottenuto la maggioranza dei voti al primo turno, non è stato necessario procedere al ballottaggio.
| Partito                            | Partito                            | Candidato                          | Risultati 24 settembre | Risultati 24 settembre |
| Partito                            | Partito                            | Candidato                          | Voti                   | %                      |
| ---------------------------------- | ---------------------------------- | ---------------------------------- | ---------------------- | ---------------------- |
|                                    | SFIO                               | Paul Vignaux                       | 23 725                 | 57,97                  |
|                                    | CD                                 | Robert Richet                      | 17 203                 | 42,03                  |
|                                    |                                    |                                    |                        |                        |
| Iscritti                           | Iscritti                           | Iscritti                           | 59 978                 | 100,00                 |
| ↳ Votanti (% su iscritti)          | ↳ Votanti (% su iscritti)          | ↳ Votanti (% su iscritti)          | 42 421                 | 70,73                  |
| ↳ Voti validi (% su votanti)       | ↳ Voti validi (% su votanti)       | ↳ Voti validi (% su votanti)       | 40 928                 | 96,48                  |
| ↳ Schede non valide (% su votanti) | ↳ Schede non valide (% su votanti) | ↳ Schede non valide (% su votanti) | 1 493                  | 3,52                   |
| ↳ Astenuti (% su iscritti)         | ↳ Astenuti (% su iscritti)         | ↳ Astenuti (% su iscritti)         | 17 557                 | 29,27                  |
|                                    |                                    |                                    |                        |                        |
|                                    | Esito: collegio passa da CD a SFIO |                                    |                        |                        |

### 2° collegio dell'Orne
Le elezioni politiche suppletive nel 2° collegio dell'Orne si sono tenute il 24 settembre in seguito alla invalidazione delle elezioni tenutesi nel turno generale. Poiché Roland Boudet ha ottenuto la maggioranza dei voti al primo turno, non è stato necessario procedere al ballottaggio.
| Partito                            | Partito                            | Candidato                          | Risultati 24 settembre | Risultati 24 settembre |
| Partito                            | Partito                            | Candidato                          | Voti                   | %                      |
| ---------------------------------- | ---------------------------------- | ---------------------------------- | ---------------------- | ---------------------- |
|                                    | CD                                 | Roland Boudet                      | 19 043                 | 57,17                  |
|                                    | UDR                                | Ernest Voyer                       | 7 899                  | 23,71                  |
|                                    | DVD                                | Gérard Nouhant                     | 3 496                  | 10,50                  |
|                                    | PCF                                | Gilles Dubourg                     | 2 872                  | 8,62                   |
|                                    |                                    |                                    |                        |                        |
| Iscritti                           | Iscritti                           | Iscritti                           | 50 574                 | 100,00                 |
| ↳ Votanti (% su iscritti)          | ↳ Votanti (% su iscritti)          | ↳ Votanti (% su iscritti)          | 34 390                 | 68,00                  |
| ↳ Voti validi (% su votanti)       | ↳ Voti validi (% su votanti)       | ↳ Voti validi (% su votanti)       | 33 310                 | 96,86                  |
| ↳ Schede non valide (% su votanti) | ↳ Schede non valide (% su votanti) | ↳ Schede non valide (% su votanti) | 1 080                  | 3,14                   |
| ↳ Astenuti (% su iscritti)         | ↳ Astenuti (% su iscritti)         | ↳ Astenuti (% su iscritti)         | 16 184                 | 32,00                  |
|                                    |                                    |                                    |                        |                        |
|                                    | Esito: collegio passa da UNR a CD  |                                    |                        |                        |

## Riepilogo
| Data 1º turno | Ballottaggio   | Circoscrizione | Collegio | Parlamentare uscente     | Partito | Parlamentare eletto      | Partito |
| ------------- | -------------- | -------------- | -------- | ------------------------ | ------- | ------------------------ | ------- |
| 27 agosto     | Non necessario | Corsica        | 3°       | Jean-Paul de Rocca Serra | UDR     | Jean-Paul de Rocca Serra | UDR     |
| 24 settembre  | Non necessario | Côtes-d'Armor  | 1°       | Robert Richet            | UDR     | Yves Le Foll             | PSU     |
| 24 settembre  | Non necessario | Gers           | 1°       | Patrice Brocas           | CD      | Paul Vignaux             | SFIO    |
| 24 settembre  | Non necessario | Orne           | 2°       | Ernest Voyer             | UNR     | Roland Boudet            | CD      |